# 石塚茂樹
石塚 茂樹（いしづか しげき、1958年〈昭和33年〉11月14日 - ）は、日本の技術者、実業家。ソニーグループ株式会社代表執行役副会長、一般社団法人カメラ映像機器工業会代表理事兼会長、一般社団法人電子情報技術産業協会副会長。千葉県出身。学位は修士（通信工学）（カリフォルニア大学サンディエゴ校・1986年）。

## 経歴
東京大学工学部電気工学科を卒業。1981年にエンジニアとしてソニー（現・ソニーグループ）に入社し、ベータマックス、ハンディカム、サイバーショットなどのデジタルイメージング事業に携わる。1986年にカリフォルニア大学サンディエゴ校大学院を修了。2004年にソニーイーエムシーエス（現・ソニーグローバルマニュファクチャリング&オペレーションズ）に出向。2007年にソニー（現・ソニーグループ）業務執行役員に就任。2015年に執行役に就任。2017年にソニーイメージングプロダクツ&ソリューションズを設立、代表取締役社長に就任。2018年にソニー（現・ソニーグループ）専務に就任。2020年にソニーエレクトロニクスを設立、代表取締役社長兼CEOに就任。同年6月にソニー（現・ソニーグループ）代表執行役副会長、電子情報技術産業協会会長に就任。2021年にカメラ映像機器工業会会長に就任。

## 履歴

### 学歴・職歴
- 1981年（昭和56年）3月 - 東京大学工学部電気工学科卒業[4]。
- 1981年（昭和56年）4月 - ソニー株式会社（現・ソニーグループ株式会社）入社[5]。
- 1986年（昭和61年） - カリフォルニア大学サンディエゴ校大学院修了[2]。
- 1992年（平成4年）4月 - ソニー株式会社（現・ソニーグループ株式会社）コンスーマービデオ開発本部第1制御開発部4制御PJ統括課長[6]。
- 1999年（平成11年）4月 - ソニー株式会社（現・ソニーグループ株式会社）パーソナルITネットワークカンパニー パーソナルビデオカンパニー パーソナルビデオ2部統括部長[2][7]。
- 2001年（平成13年）4月 - ソニー株式会社（現・ソニーグループ株式会社）モーバイルネットワークカンパニー パーソナルイメージングカンパニープレジデント[8]。
- 2003年（平成15年）4月 - ソニー株式会社（現・ソニーグループ株式会社）IT&モバイルソリューションズネットワークカンパニー パーソナルイメージングカンパニープレジデント[9]。
- 2004年（平成16年）8月 - ソニーイーエムシーエス株式会社（現・ソニーグローバルマニュファクチャリング&オペレーションズ株式会社）出向 執行役員常務 デジタルイメージング&モジュールグループデピュティプレジデント[10]。
- 2005年（平成17年）3月 - ソニーイーエムシーエス株式会社（現・ソニーグローバルマニュファクチャリング&オペレーションズ株式会社）執行役員常務 デジタルイメージング&モジュールグループプレジデント兼幸田テックプレジデント兼生産革新推進部統括部長兼経営品質部統括部長[11]。
- 2005年（平成17年）6月 - ソニーイーエムシーエス株式会社（現・ソニーグローバルマニュファクチャリング&オペレーションズ株式会社）執行役員常務 デジタルイメージング&モジュールグループプレジデント兼幸田テックプレジデント兼第1製造部門部門長兼生産革新推進部統括部長兼経営品質部統括部長[12]。
- 2005年（平成17年）7月 - ソニーイーエムシーエス株式会社（現・ソニーグローバルマニュファクチャリング&オペレーションズ株式会社）執行役員常務 デジタルイメージング&モジュールグループプレジデント兼幸田テックプレジデント兼生産革新推進部統括部長兼経営品質部統括部長[13]。
- 2005年（平成17年）10月 - ソニー株式会社（現・ソニーグループ株式会社）デジタルイメージング事業本部副本部長[14]。
- 2006年（平成18年）10月 - ソニー株式会社（現・ソニーグループ株式会社）デジタルイメージング事業本部本部長兼信号処理技術部門部門長[15]。
- 2007年（平成19年）6月 - ソニー株式会社（現・ソニーグループ株式会社）業務執行役員 シニア・バイス・プレジデント デジタルイメージング事業本部本部長[16][17]。
- 2009年（平成21年）6月 - ソニー株式会社（現・ソニーグループ株式会社）業務執行役員 シニア・バイス・プレジデント コンスーマープロダクツ&デバイスグループ デバイスソリューション事業本部本部長[18]。
- 2010年（平成22年）2月 - ソニー株式会社（現・ソニーグループ株式会社）業務執行役員 シニア・バイス・プレジデント コンスーマープロダクツ&デバイスグループ デバイスソリューション事業本部本部長兼先端バッテリー開発センターセンター長[19]。
- 2010年（平成22年）4月 - ソニー株式会社（現・ソニーグループ株式会社）業務執行役員 シニア・バイス・プレジデント コンスーマー・プロフェッショナル&デバイスグループ デバイスソリューション事業本部本部長兼先端バッテリー開発センターセンター長[20]。
- 2011年（平成23年）4月 - ソニー株式会社（現・ソニーグループ株式会社）業務執行役員 シニア・バイス・プレジデント プロフェッショナル・デバイス&ソリューショングループ デバイスソリューション事業本部本部長[21]。
- 2012年（平成24年）4月 - ソニー株式会社（現・ソニーグループ株式会社）業務執行役員 シニア・バイス・プレジデント デジタルイメージング事業本部本部長兼商品企画部門部門長兼プロフェッショナル・デバイス&ソリューショングループ デバイスソリューション事業本部本部長[22]。
- 2012年（平成24年）6月 - ソニー株式会社（現・ソニーグループ株式会社）業務執行役員 シニア・バイス・プレジデント デジタルイメージング事業本部本部長兼商品企画部門部門長兼プロフェッショナル・デバイス&ソリューショングループ デバイスソリューション事業本部本部長兼UX・商品戦略・クリエイティブプラットフォーム UX・商品戦略本部プロダクツ開発センターセンター長[23]。
- 2012年（平成24年）7月 - ソニー株式会社（現・ソニーグループ株式会社）業務執行役員 シニア・バイス・プレジデント デジタルイメージング事業本部本部長兼商品企画部門部門長兼UX・商品戦略・クリエイティブプラットフォーム UX・商品戦略本部プロダクツ開発センターセンター長[23]。
- 2012年（平成24年）11月 - ソニー株式会社（現・ソニーグループ株式会社）業務執行役員 シニア・バイス・プレジデント デジタルイメージング事業本部本部長兼商品企画部門部門長兼UX・商品戦略・クリエイティブプラットフォーム UX・商品戦略本部プロダクツ開発センターセンター長兼B&C推進センターセンター長[24]。
- 2013年（平成24年）7月 - ソニー株式会社（現・ソニーグループ株式会社）業務執行役員 シニア・バイス・プレジデント イメージング・プロダクツ&ソリューションセクター副セクター長兼デジタルイメージング事業本部本部長兼商品企画部門部門長兼UX・商品戦略・クリエイティブプラットフォーム UX・商品戦略本部プロダクツ開発センターセンター長[25]。
- 2015年（平成26年）4月 - ソニー株式会社（現・ソニーグループ株式会社）執行役 エグゼクティブ・バイス・プレジデント イメージング・プロダクツ&ソリューション事業担当兼イメージング・プロダクツ&ソリューションセクターセクター長兼プロフェッショナル・ソリューション事業本部本部長兼デジタルイメージング事業本部本部長[26]。
- 2015年（平成26年）10月 - ソニー株式会社（現・ソニーグループ株式会社）執行役 エグゼクティブ・バイス・プレジデント イメージング・プロダクツ&ソリューション事業、メディカル事業担当兼イメージング・プロダクツ&ソリューションセクターセクター長兼プロフェッショナル・ソリューション事業本部本部長兼デジタルイメージング事業本部本部長[27]。
- 2015年（平成26年）11月 - ソニー株式会社（現・ソニーグループ株式会社）執行役 エグゼクティブ・バイス・プレジデント イメージング・プロダクツ&ソリューション事業担当兼イメージング・プロダクツ&ソリューションセクターセクター長兼プロフェッショナル・ソリューション事業本部本部長兼デジタルイメージング事業本部本部長[28]。
- 2016年（平成27年）1月 - ソニー株式会社（現・ソニーグループ株式会社）執行役 エグゼクティブ・バイス・プレジデント イメージング・プロダクツ&ソリューション事業担当兼イメージング・プロダクツ&ソリューションセクターセクター長兼プロフェッショナル・ソリューション&サービス本部長兼デジタルイメージング事業本部本部長[29]。
- 2017年（平成28年）4月 - ソニー株式会社（現・ソニーグループ株式会社）執行役 エグゼクティブ・バイス・プレジデント イメージング・プロダクツ&ソリューション事業担当。
- 2017年（平成28年）4月 - ソニーイメージングプロダクツ&ソリューションズ株式会社設立 代表取締役社長[30]。
- 2018年（平成29年）4月 - ソニー株式会社（現・ソニーグループ株式会社）執行役 エグゼクティブ・バイス・プレジデント イメージング・プロダクツ&ソリューション事業、モバイル・コミュニケーション事業、ストレージメディア事業担当[31]。
- 2018年（平成29年）4月 - ソニーストレージメディアソリューションズ株式会社非常勤取締役（現任）[32]。
- 2018年（平成29年）6月 - ソニー株式会社（現・ソニーグループ株式会社）専務 イメージング・プロダクツ&ソリューション事業、モバイル・コミュニケーション事業、ストレージメディア事業担当[33]。
- 2019年（平成30年）4月 - ソニー株式会社（現・ソニーグループ株式会社）専務 エレクトロニクス・プロダクツ&ソリューション事業、ストレージメディア事業担当[34]。
- 2020年（令和2年）4月 - ソニーエレクトロニクス株式会社設立 代表取締役社長兼CEO[35]。
- 2020年（令和2年）6月 - ソニー株式会社（現・ソニーグループ株式会社）代表執行役副会長 エレクトロニクス・プロダクツ&ソリューション事業、ストレージメディア事業担当[36]。
- 2020年（令和2年）6月 - 一般社団法人電子情報技術産業協会代表理事兼会長[37]。
- 2020年（令和2年）6月 - 一般社団法人日本エレクトロニクスショー協会代表理事兼会長。
- 2020年（令和2年）6月 - ソニーセミコンダクタソリューションズ株式会社非常勤取締役（現任）[38]。
- 2021年（令和3年）4月 - ソニーグループ株式会社代表執行役副会長 エレクトロニクス事業補佐兼品質マネジメント担当（現任）[39]。
- 2021年（令和3年）4月 - ソニー株式会社非常勤取締役（現任）[39]。
- 2021年（令和3年）5月 - 一般社団法人カメラ映像機器工業会代表理事兼会長（現任）[7]。
- 2021年（令和3年）6月 - ソニーグループ株式会社代表執行役副会長 エレクトロニクス事業補佐兼ディスク製造事業、ストレージメディア事業、品質マネジメント担当（現任）[40]。
- 2021年（令和3年）6月 - 一般社団法人電子情報技術産業協会副会長（現任）[41]。
- 2021年（令和3年）6月 - 一般社団法人日本エレクトロニクスショー協会理事（現任）。
- 2021年（令和3年）6月 - 丸紅株式会社社外取締役（現任）[2]。

## 現職
- ソニーグループ株式会社代表執行役副会長 エレクトロニクス事業補佐兼品質マネジメント担当[42]
- 一般社団法人カメラ映像機器工業会代表理事兼会長[43]
- 一般社団法人電子情報技術産業協会副会長[44]
- 一般社団法人日本エレクトロニクスショー協会理事[45]
- ソニー株式会社非常勤取締役[46]
- ソニーストレージメディアソリューションズ株式会社非常勤取締役[47]
- ソニーセミコンダクタソリューションズ株式会社非常勤取締役[48]
- 丸紅株式会社社外取締役[49]